# سمامة نادرة
سمامة نادرة (الاسم العلمي: Schoutedenapus myoptilus)، نوع من فصيلة السمامة. توجد في بوروندي والكاميرون وجمهورية الكونغو الديمقراطية وكينيا ومالاوي وموزمبيق ورواندا وتنزانيا وأوغندا وزامبيا وزيمبابوي.
وهو النوع الوحيد في جنس Schoutedenapus.